# 葉木站
葉木站（日语：／ Haki eki */?）位於熊本縣八代市坂本町葉木，是九州旅客鐵道（JR九州）肥薩線上的車站。

## 車站構造
岸式月台1面1線的車站。

## 車站周邊
車站前有荒瀨大壩所蓄積的人工湖。
球磨川對岸有産交巴士破木（はぎ）公車站，距車站約800公尺。
- 熊本縣道158號中津道八代線 - 位於站前
- 葉木橋 - 往北約500公尺。
- 熊本縣道60號蘆北坂本線 - 由熊本縣道158號中津道八代線分歧出往葉木橋方向，位於葉木橋旁。
- 鶴之湯旅館 - 木造三層旅館。往南約1公里。自2013年（平成25年）起永久停業。
- 國道219號 - 位於對岸。
- 荒瀬大壩船屋（荒瀬ダムボートハウス） - 位於站前。獲選為熊本藝術建築（KAP）（日语：くまもとアートポリス）的推進獎。
- 坂本溫泉中心球麗溫（くれおん） - 過葉木橋後約1.5公里。

## 历史
- 1942年2月21日：鐵道省設立葉木臨時站
- 1947年3月1日：升格為葉木站，提供客運、手提行李及手提貨物提取服務[1]。
- 1984年2月1日：降為無人車站。
- 1987年4月1日：國鐵分割民營化後成為九州旅客鐵道（JR九州）轄下的車站。

## 相鄰車站
九州旅客鐵道
肥薩線
■快速
通過
■普通
坂本－葉木－鎌瀨

## 外部連結
- JR九州 － 葉木車站 （页面存档备份，存于）（日語）